# Освајачи олимпијских медаља у атлетици — бацање копља са две руке за мушкарце
Освајачи олимпијских медаља у атлетици за мушкарце у дисциплини бацање копља са две руке, која је на програму игара била само на Летњим олимпијским играма 1912. у Стокхолму, приказани су у следећој табели. Резултати су дати у метрима.
| Олимпијске игре       | Злато               | Злато  | Сребро                  | Сребро | Бронза               | Бронза |
| --------------------- | ------------------- | ------ | ----------------------- | ------ | -------------------- | ------ |
| Стокхолм 1912. детаљи | Јухо Саристо Финска | 109,42 | Ваино Сиканијеми Финска | 101,13 | Урхо Пелтонен Финска | 100,24 |

## Биланс медаља у бацању копља са две руке
|    | Држава     | Злато | Сребро | Бронза | Укупно |
| -- | ---------- | ----- | ------ | ------ | ------ |
| 1. | Финска     | 1     | 1      | 1      | 3      |
|    | Укупно (1) | 1     | 1      | 1      | 3      |